# Patinação de velocidade nos Jogos Olímpicos de Inverno de 1976
A patinação de velocidade(pt-BR) ou patinagem de velocidade(pt-PT?) nos Jogos Olímpicos de Inverno de 1976 consistiu de cinco eventos para homens e quatro para mulheres. As provas foram realizadas em Innsbruck, na Áustria.
Os 1000 metros para homens foi incluído no programa olímpico a partir desta edição.

## Medalhistas
Masculino
| Evento                | Ouro                                | Prata                              | Bronze                             |
| --------------------- | ----------------------------------- | ---------------------------------- | ---------------------------------- |
| 500 metros detalhes   | Yevgeny Kulikov URS União Soviética | Valery Muratov URS União Soviética | Dan Immerfall USA Estados Unidos   |
| 1000 metros detalhes  | Peter Mueller USA Estados Unidos    | Jørn Didriksen NOR Noruega         | Valery Muratov URS União Soviética |
| 1500 metros detalhes  | Jan Egil Storholt NOR Noruega       | Yury Kondakov URS União Soviética  | Hans van Helden NED Países Baixos  |
| 5000 metros detalhes  | Sten Stensen NOR Noruega            | Piet Kleine NED Países Baixos      | Hans van Helden NED Países Baixos  |
| 10000 metros detalhes | Piet Kleine NED Países Baixos       | Sten Stensen NOR Noruega           | Hans van Helden NED Países Baixos  |

Feminino
| Evento               | Ouro                                   | Prata                              | Bronze                              |
| -------------------- | -------------------------------------- | ---------------------------------- | ----------------------------------- |
| 500 metros detalhes  | Sheila Young USA Estados Unidos        | Cathy Priestner CAN Canadá         | Tatyana Averina URS União Soviética |
| 1000 metros detalhes | Tatyana Averina URS União Soviética    | Leah Poulos USA Estados Unidos     | Sheila Young USA Estados Unidos     |
| 1500 metros detalhes | Galina Stepanskaya URS União Soviética | Sheila Young USA Estados Unidos    | Tatyana Averina URS União Soviética |
| 3000 metros detalhes | Tatyana Averina URS União Soviética    | Andrea Ehrig GDR Alemanha Oriental | Lisbeth Korsmo NOR Noruega          |

## Quadro de medalhas
| Ordem | País                  | Medalha de ouro | Medalha de prata | Medalha de bronze |    |
| ----- | --------------------- | --------------- | ---------------- | ----------------- | -- |
| 1     | URS União Soviética   | 4               | 2                | 3                 | 9  |
| 2     | USA Estados Unidos    | 2               | 2                | 2                 | 6  |
| 3     | NOR Noruega           | 2               | 2                | 1                 | 5  |
| 4     | NED Países Baixos     | 1               | 1                | 3                 | 5  |
| 5     | GDR Alemanha Oriental |                 | 1                |                   | 1  |
| 5     | CAN Canadá            |                 | 1                |                   | 1  |
| TOTAL | TOTAL                 | 9               | 9                | 9                 | 27 |